# Drogenhandel

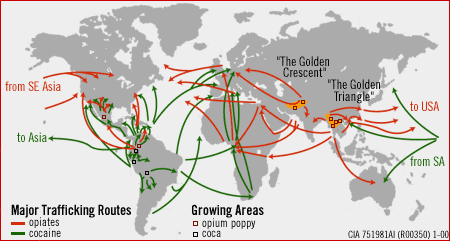
CIA-Karte der internationalen illegalen Drogenverbindungen (2009)

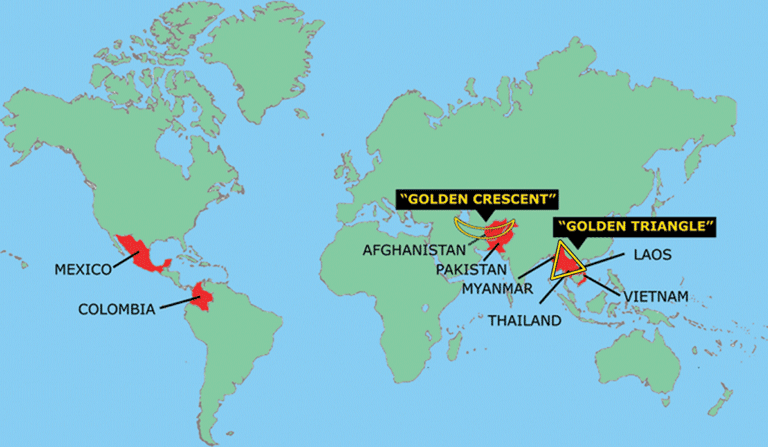
Wichtigste Heroin produzierende Länder der Welt (rot eingefärbt)

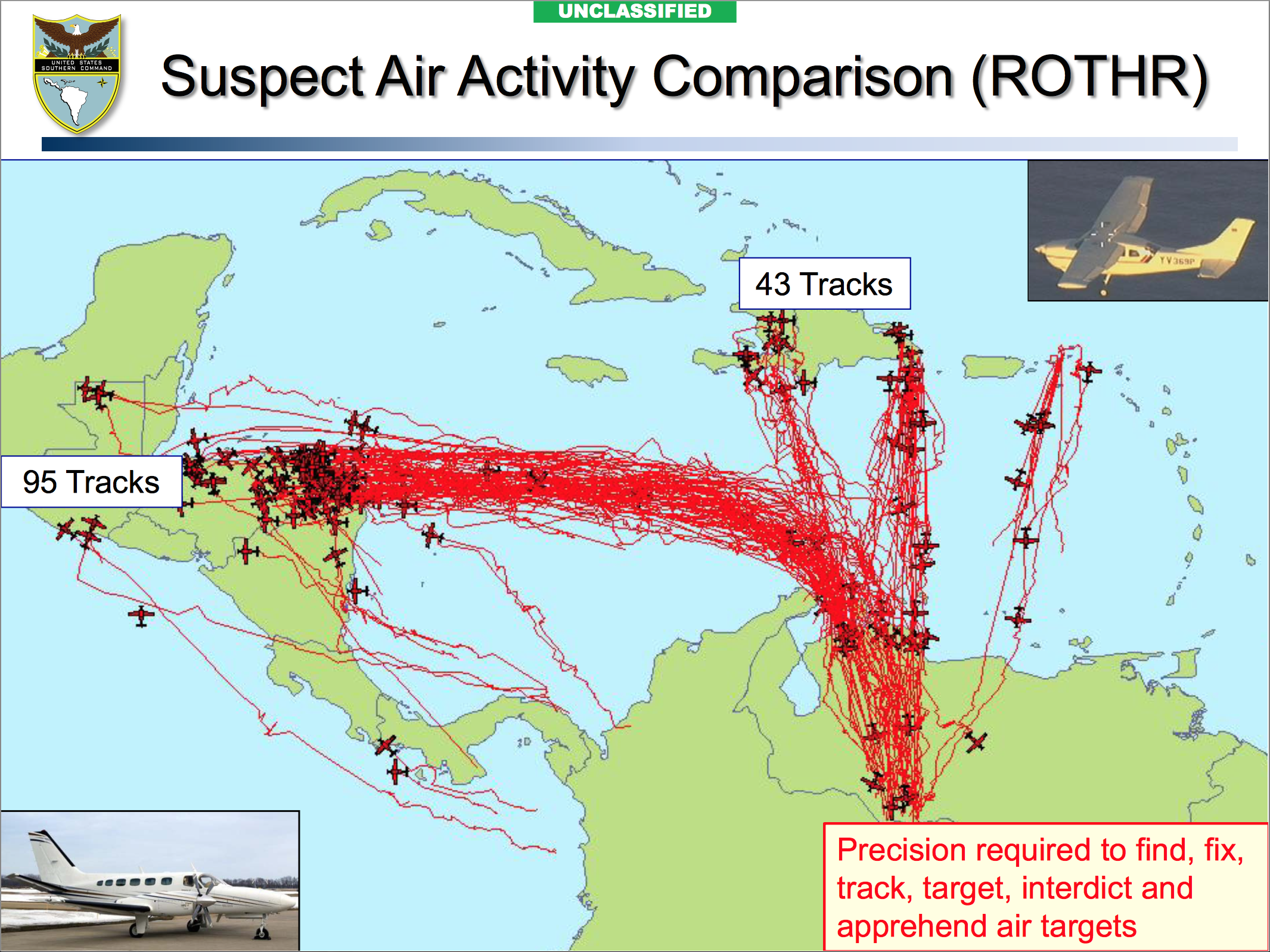
Vom US Southern Command überwachte Flugrouten zum Drogenhandel

Mit Drogenhandel oder Rauschgifthandel (eigentlich die Bezeichnung des Handels mit Arzneidrogen und Gewürzen) ist heute meist der Kauf und Verkauf von Rauschdrogen (z. B. Heroin, Kokain, Opium, Haschisch) ohne erforderliche Erlaubnis der zuständigen Behörden gemeint. Der Drogenhandel in diesem Sinne gilt als ein Teilbereich der Drogenkriminalität.
Drogenhändler dieser Art werden international auch als Dealer (englisch für Händler) oder Pusher bezeichnet.

## Rechtslage
Drogenhandel wird international durch die Ratifizierungen dreier UN-Konventionen über psychotrope Substanzen kontrolliert und der illegale Anteil massiv mit repressiven Mitteln des Strafrechts und mit militärischen Mitteln bekämpft. Trotz der massiven weltweiten Verfolgung der beteiligten Personen wurde der Umsatz von illegal verkauften Drogen auf derzeit ca. 500 Milliarden US-Dollar jährlich geschätzt. Wegen des konspirativen Charakters dieses Wirtschaftszweiges sind wie bei allen anderen Kontrolldelikten keine zuverlässigen Angaben möglich.
In Deutschland ist der unerlaubte Drogenhandel nach §§ 29 ff. des Betäubungsmittelgesetzes (BtMG) strafbar. Die Strafandrohung beträgt im Regelfall Freiheitsstrafe bis zu fünf Jahren oder Geldstrafe. In bestimmten schweren Fällen droht gar eine Mindeststrafe von einem, zwei oder fünf Jahren; die Höchststrafe ist dann nach oben hin theoretisch offen bis zu 15 Jahren.

## Organisiertes Verbrechen
Im Drogenhandel werden extrem hohe Gewinne erzielt. Üblicherweise wird der Handel mit illegalen Drogen vom organisierten Verbrechen übernommen. Das Verbot von Drogen (Prohibition) führt in der Regel zur Monopolisierung eines Schwarzmarktes durch kriminelle Banden und zur Etablierung mafiöser Strukturen, die sich auf die Kontrolle über den Absatzmarkt von illegalen Substanzen spezialisiert haben und regelrechte Drogenkartelle bilden.
Drogenhandel ist fast immer eng mit Korruption und Geldwäsche verbunden. Es gibt darüber hinaus – wie in der Iran-Contra-Affäre deutlich geworden ist – teilweise auch Verflechtungen mit Waffenhandel und Geheimdiensten.
In den USA wurde in den 1970er-Jahren insbesondere die Pizza Connection bekannt, bei der die US-amerikanische Cosa Nostra den Handel mit Heroin der originären sizilianischen Mafia (Cosa Nostra) überließ.
Besonders in Südamerika und Mittelamerika kommt es aktuell immer wieder zu regelrechten Bandenkriegen zwischen kriminellen Gruppen, einzelnen Personen und staatlicher Autorität. In Kolumbien agierte unter anderem das Medellín-Kartell, das seine Drogen in den Vereinigten Staaten absetzte. Fabio Ochoa, Griselda Blanco, Pablo Escobar, Carlos Lehder Rivas, George Jung etc. erlangten internationale Bekanntheit.
Insbesondere in Deutschland wurde die XY-Bande durch illegalen Drogenhandel bekannt.
Laut einer Untersuchung des Abba-Eban-Instituts als Teil einer Zusammenarbeit mit der Janus Initiative hat die Hisbollah ein eigenes weltweit operierendes Netzwerk für Drogenschmuggel und Geldwäsche geschaffen, das dem der Mafia ähnelt. Die Untersuchung konzentrierte sich auf die Verbindungen der Hisbollah zur organisierten Kriminalität. Demzufolge unterstützen verschiedene sogenannte arabische Clans die Aktivitäten der Hisbollah in Deutschland. Das Abba-Eban-Institut fand heraus, dass Mitglieder dreier schiitischer Familien, der Chahrour-, Berjawi- und Balhas-Familien, die in Berlin und Nordrhein-Westfalen wohnen, tief in die Drogen- und Geldwäschegeschäfte der Hisbollah verstrickt sind.

## Drogenhandel und Politik

### Opiumkriege
Großbritannien begann einen militärischen Konflikt mit dem Kaiserreich China der Qing-Dynastie von 1839 bis 1842. Als Ergebnis dieses Ersten Opiumkrieges wurde China zur Öffnung seiner Märkte und insbesondere zur Duldung des Opiumhandels gezwungen.
Im Zweiten Opiumkrieg (1856–1860), bei dem Großbritannien durch Frankreich unterstützt wurde, konnte diese Legalisierung des Opiumhandels verfestigt werden.

### Offizielle Politik
Offiziell war beispielsweise die US-amerikanische Politik immer gegen Herstellung, Handel und Konsum illegaler Drogen gerichtet. 1970 wurde mit dem „Controlled Substances Act“ eine weitläufige gesetzliche Grundlage geschaffen, die für die Strafverfolgungsbehörden ein Instrument zur Bekämpfung der Drogenkriminalität wurde. Insbesondere wurde 1973 auf dieser Grundlage die Drug Enforcement Administration (DEA) gegründet; eine dem Justizministerium der Vereinigten Staaten unterstellte spezielle Strafverfolgungsbehörde.
US-Präsident Richard Nixon prägte 1972 den Begriff „War on Drugs“ (am: „Krieg gegen Drogen“) in Anlehnung an von Lyndon B. Johnson eingeführte Politik des „War on Poverty“ (am: „Krieg gegen Armut“). Seit 1988 werden die Aktionen der verschiedenen beteiligten Organisationen, Ministerien und Behörden durch das neu gegründete „Office of National Drug Control Policy“ koordiniert und überwacht.

### Geheimdienste
Inoffiziell wurden Erlöse des Drogenhandels aber oft für die Bewaffnung von paramilitärischen Gruppen oder Armeen verwendet. Die bekanntesten Beispiele für diese Praxis sind das Vorgehen von Frankreich im Indochinakrieg (siehe GCMA) und später der USA im Vietnamkrieg. Dabei wurden verbündete Armeen finanziert, indem von diesen hergestelltes Heroin mit Hilfe von Geheimdiensten auf den Weltmarkt gebracht wurde. Eine tragende Rolle spielte dabei die von der CIA betriebene konspirative Fluglinie Air America.
Der US-amerikanische Geschichtsprofessor Alfred W. McCoy hat diese Vorgänge detailliert in seinem Buch „The Politics of Heroin. CIA Complicity in the Global Drug Trade“ beschrieben. Die CIA versuchte vor Erscheinen des Buchs 1972 durch Druck auf McCoys Verlag Harper & Row Einfluss auf das Manuskript zu erhalten. Der bekannte Enthüllungsjournalist Seymour Hersh veröffentlichte einen Artikel über diesen Zensurversuch in der Washington Post, woraufhin McCoy über Nacht landesweit bekannt wurde. Er sagte vor mehreren US-Kongressausschüssen zu seinen Nachforschungen aus, sein mehrfach überarbeitetes und um aktuelle Vorgänge erweitertes Buch gilt heute als Standardwerk.
Der Enthüllungsjournalist Gary Webb veröffentlichte 1996 seine Artikelserie Dark Alliance, in der er den Schmuggel von Kokain durch nicaraguanische Contra-Rebellen in die USA belegte, die mit den Erlösen ihren Contra-Krieg gegen die Sandinisten finanzierten. Die von ihm behauptete Duldung und Mitwisserschaft der CIA führte zu einem Skandal in den USA. In Teilen stützte sich Gary Webb auf die Ergebnisse einer Untersuchungskommission unter Senator John Kerry 1986. Zwei interne Untersuchungen der CIA belegten später seine Behauptungen.
Der amerikanische Professor Christopher Simpson bilanzierte im Jahr 2001 zu den Drogenhandels-Aktivitäten der CIA-Abteilung Directorate of Operations (2005 umbenannt in National Clandestine Service):

„Das Directorate of Operations der CIA – mit anderen Worten, die Abteilung für verdeckte Operationen, paramilitärische Operationen oder „Schmutzige Tricks“, wie immer sie es nennen wollen – hat dokumentiert über einen Zeitraum von mindestens 40 Jahren für einen signifikanten Teil ihrer Arbeit durch den Verkauf von Heroin und Kokain bezahlt. Dies geschah in Vietnam und in Afghanistan, und es passierte in Südamerika und in der Iran-Contra-Affäre. […] Drogengeld ist ein wesentlicher Bestandteil der verdeckten Operationen der CIA, und zwar praktisch seit den Anfängen dieser Behörde.“

Der ehemalige US-Außenminister John Kerry sagte 1987 während der Senatsanhörungen zur Iran-Contra-Affäre, zum Thema des von der CIA tolerierten Drogenschmuggels der Contra-Rebellen in die USA:

„Unser Land machte sich zum Komplizen im Drogenhandel, zur selben Zeit in der wir unzählige Dollars dafür ausgaben, die durch Drogen verursachten Probleme in den Griff zu bekommen – es ist einfach unglaublich. […] Ich weiß nicht, ob wir das schlechteste Geheimdienstsystem der Welt haben; ich weiß nicht, ob wir das beste haben, und sie haben alles gewusst, und einfach weggesehen – aber unabhängig davon wie man es betrachtet, läuft etwas falsch, etwas läuft wirklich falsch da draußen.“

## Drogenhandel im Internet
Der Onlinehandel illegaler Drogen als neues und zunehmend verbreitetes Phänomen bedient sich schwerpunktmäßig der Darknet-Märkte, virtuellen Großhandelsplätzen für vornehmlich illegale Güter im Darknet. Daneben existieren Händlershops, die zum Teil auch im Clearnet (offenen Internet) präsent sind oder waren, wie etwa das 2016 ausgehobene Chemical Love. Transaktionen werden in Kryptowährung (meist Bitcoin) durchgeführt; der Versand der Waren erfolgt auf dem klassischen Postweg. Die meisten Marktplätze verfügen über ein Bewertungssystem, mit dem Kunden Produkte und Händler je nach Zufriedenheit bewerten sowie Rezensionen hinterlassen können.
Seitens des Bundeskriminalamts wurde konstatiert, dass die herkömmlichen Strukturen des Drogenhandels um die Anonymisierungsmöglichkeiten des Darknets erweitert und mittels dieses Mediums neue Vertriebswege erschlossen würden. Die Anzahl der Handelsplattformen hat sich nach Einschätzung des Bayerischen Landeskriminalamts zwischen 2013 und Anfang 2016 verdreifacht. Zu jenem Zeitpunkt würden voraussichtlich drei bis vier der Plattformen mindestens das Handelsvolumen des 2013 abgeschalteten Branchenpioniers Silk Road (umgerechnet 1,2 Milliarden US-Dollar, davon 14 Millionen US-Dollar in Deutschland) erreichen. Ein Drittel aller bayrischen Drogendelikte werde online verübt. Bisherige Ermittlungserfolge hätten sich nur dann ergeben, wenn Verkäufer einen Fehler gemacht hätten, wie z. B. Pakete falsch adressieren, so das bayrische LKA (Stand: April 2016).
AlphaBay war mit Stand Mai 2017 der größte aktive Darknet-Markt. Er funktionierte vergleichbar der Online-Handelsplattform eBay, die als Drittpartei Käufer und Verkäufer verbindet.

### Entwicklung
Im Juni 2011 berichtete das Blog Gawker über den im Februar desselben Jahres gestarteten Untergrundmarkt Silk Road. Bis zur Stilllegung durch eine koordinierte Aktion internationaler Strafverfolgungsbehörden (Operation Onymous) im Juli 2013 sollen dort rund 4000 Händler und 150.000 Käufer umgerechnet 1,2 Milliarden US-Dollar umgesetzt haben. Während Silk Road noch in einem schlichten 90er-Jahre-Design gestaltet war, treten neuere Handelsplattformen wie AlphaBay oder Nucleus in professioneller Optik vergleichbar legalen großen Online-Marktplätzen auf.
Schon bald nach Aufkommen der Märkte und Händlershops wurden seitens der Betreiber Escrow-Dienste (Treuhandabwicklung über eine dritte Partei) angeboten. Nachdem sich Escrow-Anbieter (oft die Märkte selbst) in wiederholten Fällen betrügerisch, mitunter auch im Zuge von Exit-Scams an dem verwalteten Geld bedient hatten, wurde zunehmend das Multi-Signature-Verfahren eingeführt. Hierbei bedarf die Auszahlung gehaltener Beträge der Zustimmung mindestens zweier Vertragspartner.
Mithilfe der Suchmaschine Grams können Nutzer im Darknet marktplatzübergreifend Preise sowie Verlässlichkeit von Händlern vergleichen.

### Bekannte Fälle
- Douppikauppa aus Finnland ist seit 2013 Skandinaviens erfolgreichster Onlinedealer. Nach eigenen Angaben ist er ein 1986 geborener Akademiker, der einer legalen Arbeit nachgeht und im Erwachsenenalter das erste Mal mit Drogen in Berührung gekommen war. Da Drogen wie LSD in Skandinavien schwer zu bekommen seien, habe er eine große Menge im Ausland geordert, um sie in kleineren Margen auf Darknet-Marktplätzen zu verkaufen.[21]
- Im Rahmen einer globalen Operation wurden 2014 vier Händlershops gleichzeitig von deutschen Fahndern vom Netz genommen. Die fünf zugehörigen Server hatten die Fahnder des hessischen Landeskriminalamts in Wiesbaden sichergestellt. Dabei wurde der mutmaßliche Betreiber des Portals Hydra von deutschen Ermittlern in Ungarn festgenommen[22].
- Unter dem Pseudonym Oxywhite verkaufte ein Händler im Clearnet und Darknet verschreibungspflichtige Medikamente und Substanzen, die auch als Drogen konsumiert werden können: Schmerztabletten und Potenzmittel, ebenso Ketamin sowie Nootropika („Gehirndopingmittel“). Im Dezember 2015 wurde der Händler inaktiv, was mit der Verhaftung eines 29-jährigen Pflegehelfers aus Bonn zusammenfiel.[23]
- Der Shop Shiny Flakes wurde 2015 sichergestellt. Im Frühjahr des Jahres wurde ein Leipziger festgenommen; die Ermittlungen hatten rund ein Jahr gedauert. 320 Kilogramm verschiedener Drogen im Marktwert von mehr als vier Millionen Euro wurden konfisziert.[24] Mehr als 13.000 Bestellungen soll Shiny Flakes insgesamt abgewickelt haben; die Substanzen wurden laut Polizei aus den Niederlanden bezogen.
- 2016 wurde einer der größten Händlershops Europas, Chemical Love, ausgehoben.[25] Ab April des Jahres wurden in Rülzheim, Weissach und Stuttgart fünf Männer festgenommen. Einer der Shop-Betreiber erklärte gegenüber dem Online-Magazin VICE, dass monatlich 250.000 Euro umgesetzt worden seien.[26] Die Seite war sowohl im Clearnet als auch im Darknet verfügbar.
- Im Jahr 2019 wurde mit chemical-revolution.to der damalig größte Online-Drogenhändler aus Deutschland identifiziert und überführt.[27]

## Legaler Drogenhandel

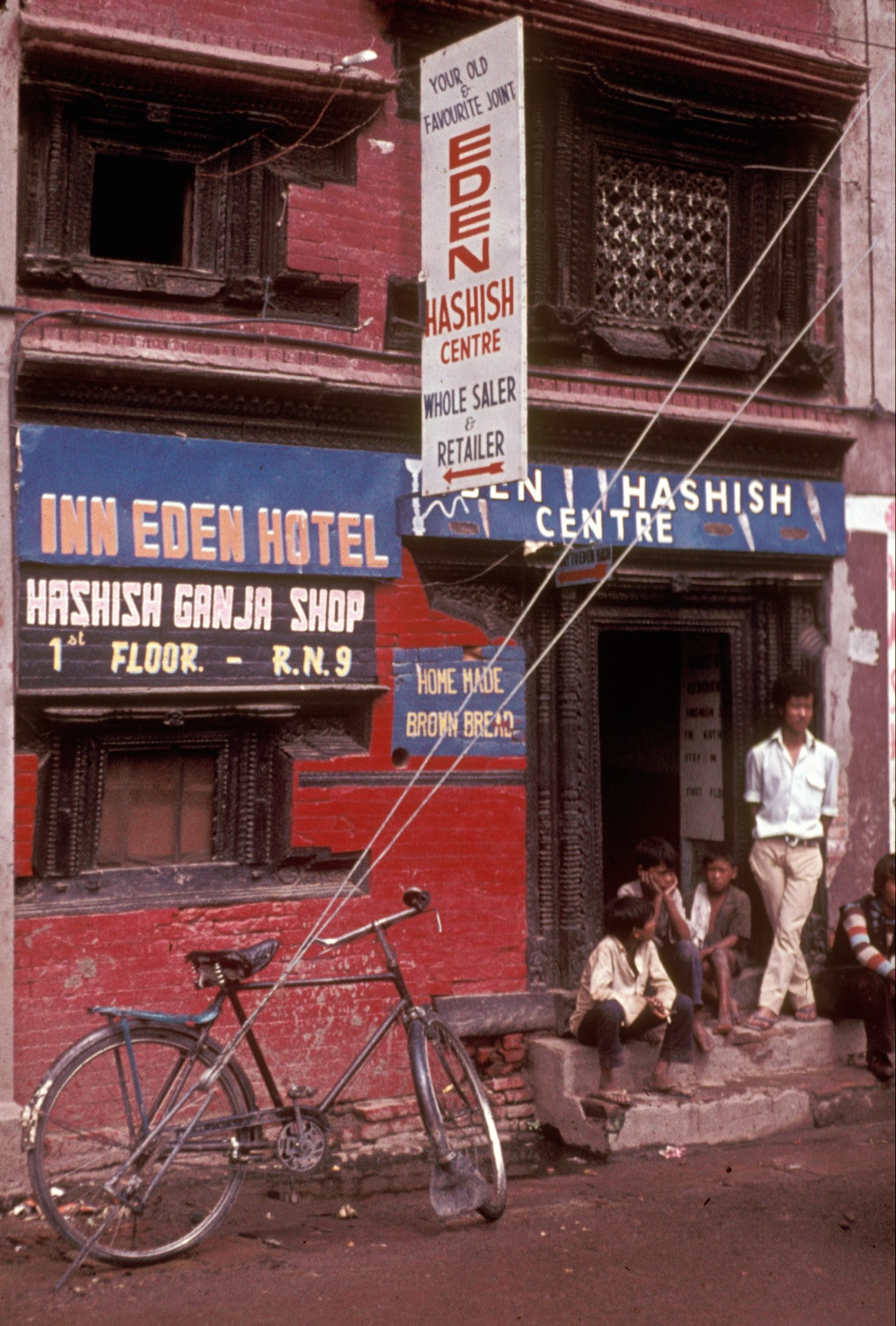
1973 noch legales Haschisch-Geschäft in Kathmandu (Nepal)

Die meisten gesetzlich kontrollierten Drogen sind über pharmazeutische Kataloge und nur über Apotheken zu beziehen; beispielsweise kann ein Arzt Drogen aus der Gruppe der Betäubungsmittel in gewissen Dosen an Schmerzpatienten oder Methadon an Drogensüchtige verschreiben.

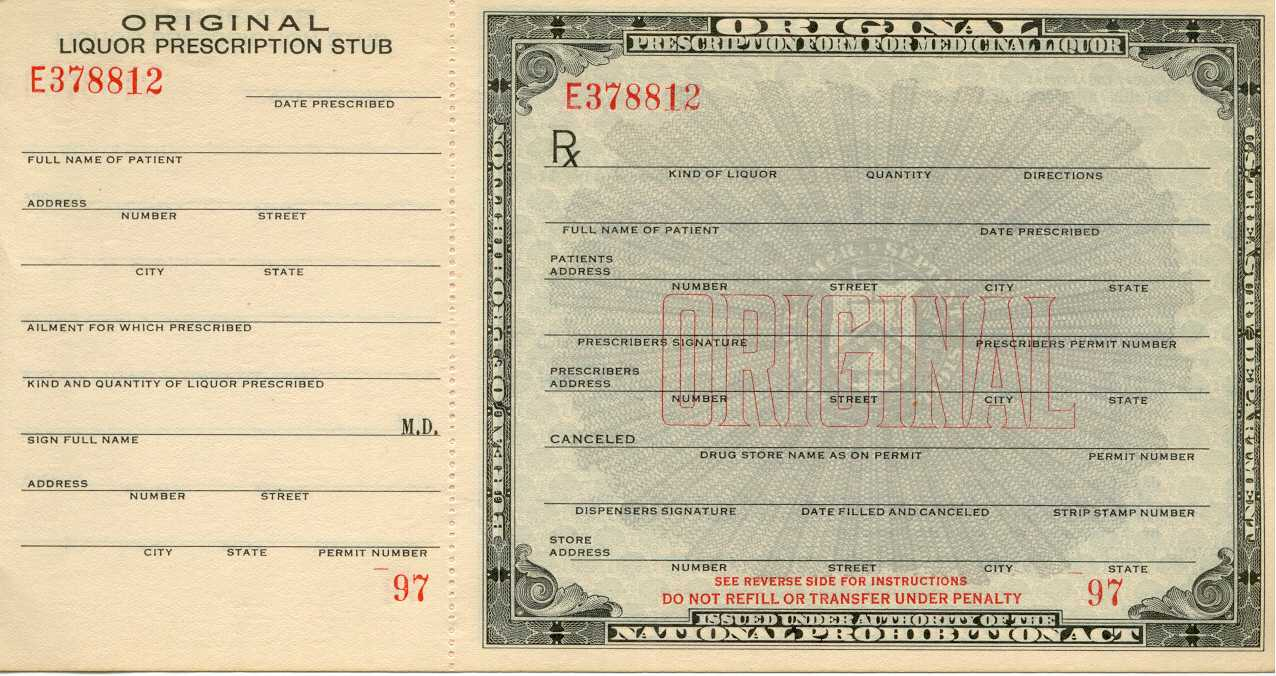
Ein Formular für ein ärztliches Rezept auf Alkohol in den USA (“Medicinal Alcohol form”)

Während der Prohibition in den Vereinigten Staaten 1919–1933 war es zahlungskräftigen Personen weiterhin möglich, Alkohol legal auf ein medizinisches Rezept zu erhalten.
In den Niederlanden wurde auf Empfehlung einer Kommission 1976 der Regierung geraten, die Prioritäten der Polizei neu zu definieren, um diese zu entlasten. Mit der Reform des Opiumgesetzes wurde der Umgang mit weichen Drogen in den Niederlanden neu definiert; unter bestimmten Voraussetzungen auf eine Strafverfolgung verzichtet. Es kam zur Errichtung geduldeter Verkaufsstellen sogenannter „weicher Drogen“ in den Niederlanden, die als Coffeeshops bekannt wurden. Siehe: Niederländische Drogenpolitik
Der Cannabis Social Club ist ein im Jahr 2005 von der paneuropäischen Organisation ENCOD vorgeschlagenes Modellprojekt, um eine legale Anbau- und Vertriebsmöglichkeit von Cannabis an volljährige Personen auszuloten.